# Chrysopa aztecana
Chrysopa aztecana är en insektsart som beskrevs av Banks 1903. Chrysopa aztecana ingår i släktet Chrysopa och familjen guldögonsländor. Inga underarter finns listade i Catalogue of Life.